# Gare do Oriente
Gare do Oriente (ook wel: Estação do Oriente -   (Ooststation)) is een van de belangrijkste stations van Lissabon en is gelegen in het district Parque das Nações in het noordoosten van Lissabon. Het station is ontworpen door de architect Santiago Calatrava en werd geopend in 1998, ter gelegenheid van Expo '98. 
In het station bevindt zich een metrostation, een treinstation (forenzentreinen en hogesnelheidslijnen), een (inter)nationaal busstation, een winkelcentrum en een politiebureau.

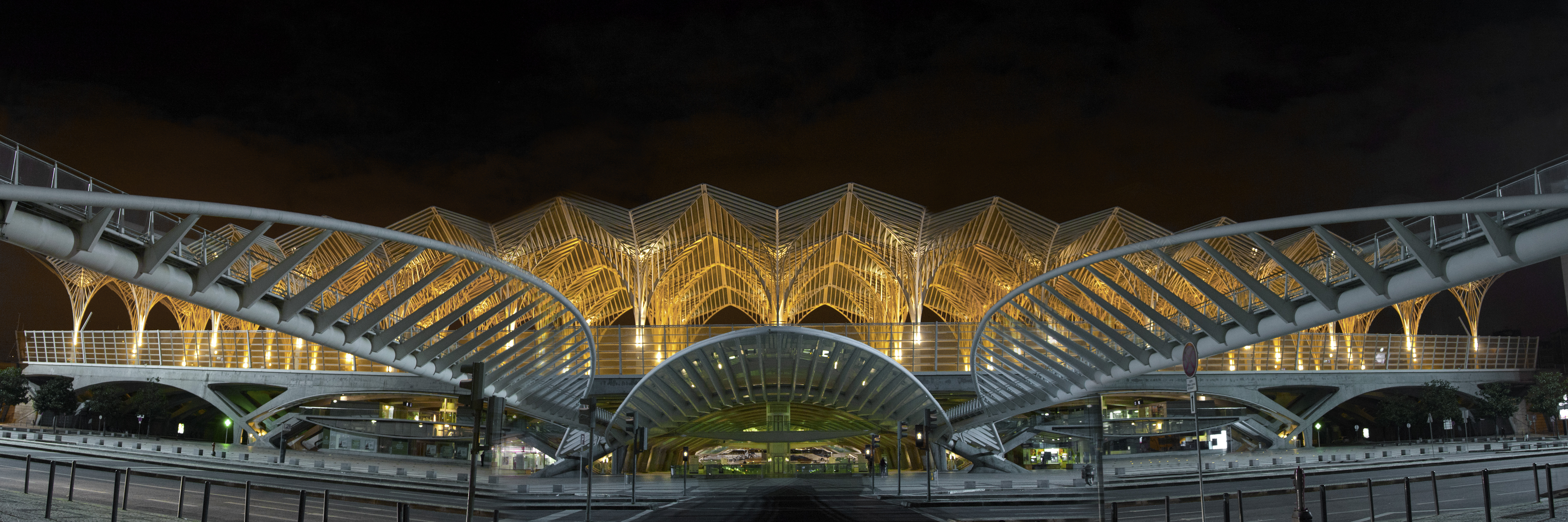
Het station gezien vanaf het Vasco da Gama winkelcentrum

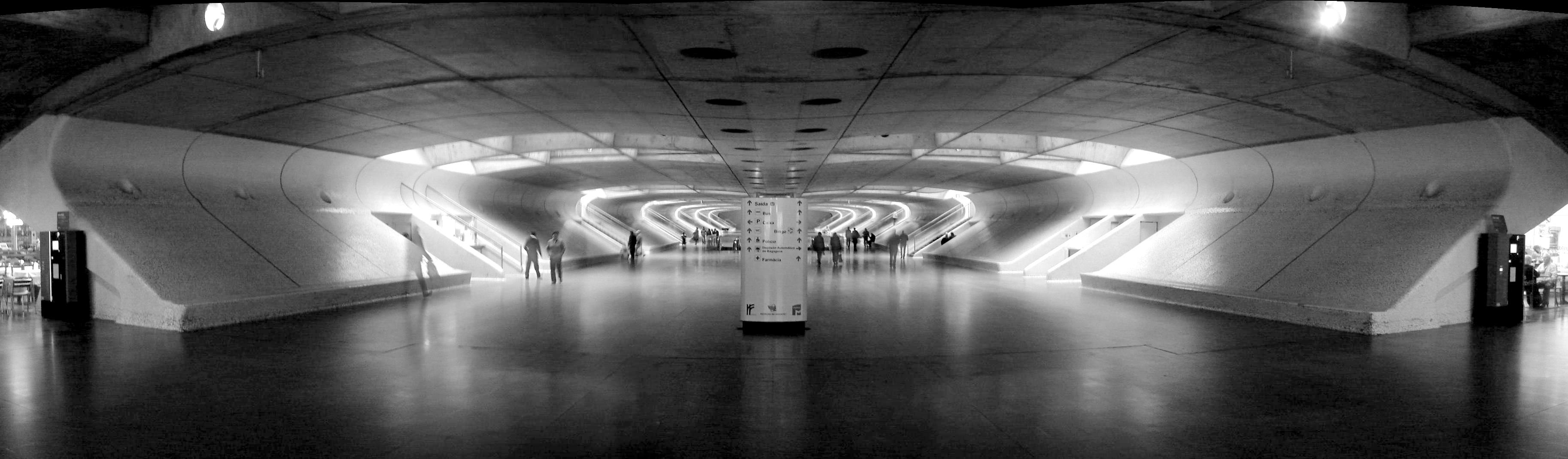
Interieur van het station